# Merrifield Gut
Merrifield Gut ist ein so genannter ghaut (gut), ein ephemeres Gewässer ähnlich einer Fiumara, auf St. Kitts, im karibischen Inselstaat St. Kitts und Nevis.

## Geographie
Der Fluss entspringt im Süden von St. Kitts, im Südhang des Verchild’s Peak. Er verläuft steil nach Süden und mündet bald bei der Saint Joseph Church in Old Road Town in das Karibische Meer, ganz in der Nähe zur Mündung des benachbarten Church Gut.